# البطولة الوطنية التونسية 1966–67
الدوري التونسي لكرة القدم 1966-1967 هو الموسم رقم 12 من الرابطة التونسية المحترفة الأولى لكرة القدم. أفضل 16 ناديا تونسيا يلعبون فيما بينهم ذهابا وإيابا.

فاز بهذا الموسم النادي الأفريقي، وجاء ثانيا النجم الرياضي الساحلي وثالثا الملعب التونسي.